# Corinne Marie Louise van Boetzelaer
Corinne Marie Louise van Boetzelaer (Teteringen, 31 mei 1912 - Den Haag, 5 september 2011) was de eerste Nederlandse vrouwelijke marineofficier en medeoprichtster van MARVA.

## Jeugd en opleiding
Boetzelaer was de oudste van de twee kinderen van Theodor van Boetzelaer en Helen Collot d’Escury. Ten tijde van haar geboorte was haar vader als officier gelegerd in Breda. Na haar examen MULO-B behaalde Corinne haar diploma stenografie en typen Nederlands, Frans, Duits en Engels. Haar eerste baan was bij de Commissie voor den Nederlandsch-Zuidafrikaanschen Handel, daarna werkte ze enkele jaren bij een architect. In 1936 werd ze secretaresse bij de Nederlandse ambassade in Brussel. Toen Duitsland in mei 1940 Nederland, België en Luxemburg binnenviel, vluchtte ze naar Londen.

## MARVA
Op 7 juli 1942 richtte van Boetzelaer met enkele andere Nederlandse vrouwen de Bond van Nederlandsche Vrouwen in Groot-Brittannië op. Deze organisatie was gericht op het bieden van humanitaire hulp zowel tijdens en na de oorlog. Boetzelaer werd zelf de secretaresse van het bestuur. In 1944 werd haar gevraagd om een vrouwenafdeling binnen de Nederlandse marine op te richten. Op 26 september 1944 kwam dit voorstel met een krappe meerderheid door de ministerraad en op 31 oktober volgde het Koninklijk besluit. In januari 1945 werd Boetzelaer benoemd tot officier MARVA derde klasse, wat haar de eerste vrouwelijke Nederlandse marineofficier maakte. In 1945 probeerde Boetzelaer in het bevrijdde Nederlandse zuiden MARVA-leden te contracteren, wat een flinke klus bleek door het gebrek aan infrastructuur door oorlogsschade. Na de capitulatie van Japan in augustus 1945 vertrok Boetzelaer naar Nederlands-Indië om te helpen met het herstel van het Nederlandse gezag. Na enkele maanden te hebben gewerkt bij de administratie van het herstel van het havenbedrijf werd ze hoofd van de typekamer bij de Commissie tot Onderzoek Gedragingen Marinepersoneel Nederlands-Indië. In 1946 solliciteerde Boetzelaer naar de functie van archivaris bij de Nederlandse Militaire Missie in Japan, maar vanwege het krijgen van de ziekte malaria moest zij dit opgeven. In 1947 nam ze ontslag bij de marine.

## Leven na MARVA
Na haar ontslag nam Boetzelaer in 1951 een baan bij een oogarts. Hier ontmoette zij de adellijke Sumatraan Johan Poltac Pardede, waarmee zij in 1954 trouwde. Ze kregen samen één dochter. Op 5 september 2011 overleed Boetzelaer op 99-jarige leeftijd in Den Haag.

## Overtuiging
Corrine Marie Louise van Boetzelaer was een feminist en was naar eigen zeggen geïnteresseerd in alles wat te maken had met de gelijke behandeling van mannen en vrouwen. Ze meende echter dat mannen en vrouwen verschillende capaciteiten hebben en dus niet altijd voor hetzelfde werk geschikt zijn.